# Hell's Ditch
Hell's Ditch es el quinto álbum de estudio del grupo The Pogues publicado en 1990. El último grabado por MacGowan a la cabeza de la formación.
El álbum fue producido por Joe Strummer que más tarde reemplazo temporalmente a Shane MacGowan cuando la banda fue de gira.

## Listado de temas
1. "Sunny Side of the Street" (MacGowan/Jem Finer) - 2:45
2. "Sayonara" (MacGowan) - 3:10
3. "The Ghost of a Smile" (MacGowan) - 3:00
4. "Hell's Ditch" (MacGowan/Finer) - 3:04
5. "Lorca's Novena" (MacGowan) - 4:42
6. "Summer in Siam" (MacGowan) - 4:10
7. "Rain Street" (MacGowan) - 4:02
8. "Rainbow Man" (Terry Woods) - 2:47
9. "The Wake of the Medusa" (Finer) - 3:06
10. "The House of Gods" (MacGowan) - 3:50
11. "5 Green Queens & Jean" (MacGowan/Finer) - 2:37
12. "Maidrin Rua" (Tradicional) - 1:50
13. "Six to Go" (Woods) - 3:00

La reedición de 2004 incluía los siguientes bonus tracks:
14. "Whiskey in the Jar" (Tradicional), con The Dubliners

15. "Bastard Landlord" (Finer)

16. "Infinity" (MacGowan)

17. "Curse of love" (Finer)

18. "Squid out of water" (MacGowan)

19. "Jack's heroes" (Stacy/Woods)

20. "Rainy night in Soho" (MacGowan)

## Componentes
- Shane MacGowan - voz
- Jem Finer - banjo, mandola, hurdy-gurdy, saxofón, guitarra
- Spider Stacy - tin whistle, voz, armónica
- James Fearnley - acordeón, piano, guitarra, violín, sitar, kalimba
- Terry Woods - mandolina, guitarra, cítara, voz, concertina, auto harp
- Philip Chevron - guitarra
- Darryl Hunt - bajo
- Andrew Ranken - batería

- Datos: Q1603119